# 石家庄经济技术开发区

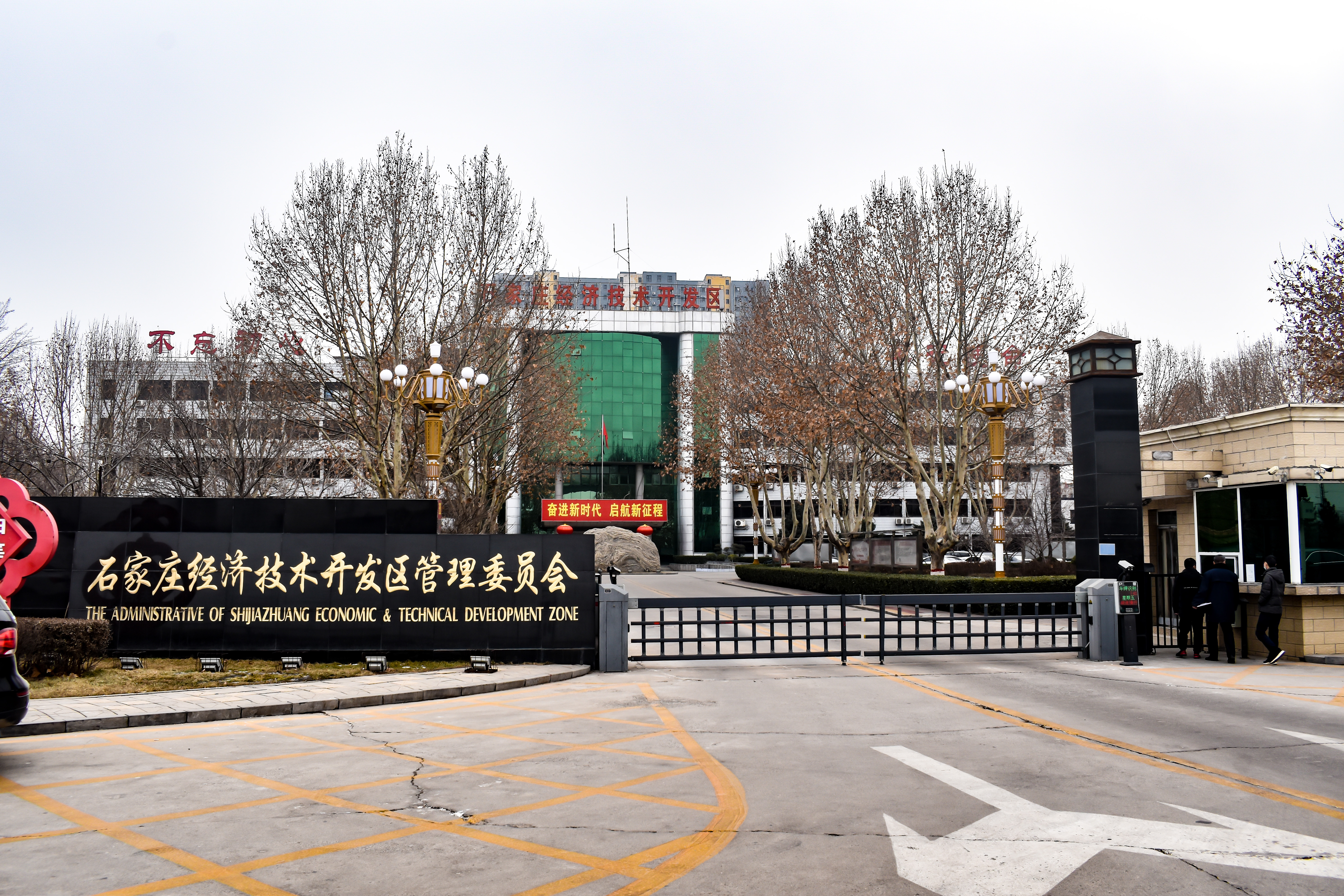
2022年2月的石家庄经济技术开发区管委会驻地大门

石家庄经济技术开发区是一个成立于1992年的国家级经济技术开发区，规划面积达26.26平方公里，2016年上半年地区生产总值为178.5亿元。